# Частичная депортация годоберинцев
Частичная депортация годоберинцев — насильственное выселение годоберинского населения советскими властями из населенных пунктов Зибирхали и Нижнее Годобери на место проживания депортированных чеченцев в Эшилхатой и Шерды-Мохк, осуществленное в феврале/марте 1944 года под руководством Абдурахмана Даниялова.

## Предыстория
23 февраля 1944 года советские власти провели массовую депортацию чеченского и ингушского населений в Казахстан и Среднюю Азию. После выселения чеченцев многие их села опустели, и властями было принято заселить освободившиеся территории представителями других народов Дагестана. Среди них оказались годоберинцы — один из малочисленных этносов.

## Ход депортации
Под руководством Абдурахмана Даниялова годоберинцев насильственно выселили из родных сел и переселили в опустевшие чеченские аулы — Эшилхатой и Шерды-Мохк. При этом их прежние дома в Зибирхали и Нижнем Годобери были сожжены или разрушены, чтобы лишить переселенцев возможности вернуться. В результате с карт и атласов Советского Союза исчезли населенные пункты Зибирхали и Нижнее Годобери.

## Последствия
После смерти Сталина и начала хрущевской «оттепели» в 1957 году чеченцам разрешили вернуться на родину. Это привело к новому переселению годоберинцев: часть из них была вынуждена переехать на равнинные территории, где они основали новое село — Теречное. Другим удалось вернуться в родные места, однако их прежние села уже не существовали в прежнем виде.

### Значение и память о депортации
Эта депортация, хоть и менее масштабная по сравнению с выселением чеченцев и ингушей, стала трагическим событием в истории годоберинцев. Она привела к разрушению традиционного уклада жизни, потере родовых земель и вынужденной адаптации к новым условиям.